# Саха (приток Куси)
Саха — река в России, протекает по Галичскому и Антроповскому районам Костромской области. Устье реки находится в 66 км по левому берегу реки Кусь. Длина реки составляет 15 км, площадь водосборного бассейна — 55,7 км².
Исток реки в лесах западнее деревни Комарово в 27 км к юго-востоку от города Галич. Первые километры течёт по Галичскому району, остальное течение — в Антроповском районе. Река течёт на юго-восток, затем на юг, протекает деревню Комарово. Впадает в Кусь у деревни Пенье и села Трифон.

## Данные водного реестра
По данным государственного водного реестра России относится к Верхневолжскому бассейновому округу, водохозяйственный участок реки — Волга от города Кострома до Горьковского гидроузла (Горьковское водохранилище), без реки Унжа, речной подбассейн реки — Волга ниже Рыбинского водохранилища до впадения Оки. Речной бассейн реки — (Верхняя) Волга до Куйбышевского водохранилища (без бассейна Оки).
Код объекта в государственном водном реестре — 08010300412110000014060.